# Palau del Marqués de Miraflores
El Palau de Miraflores o del Marqués de Miraflores és un edifici al número 15 de la Carrera de San Jerónimo, molt proper al Congrés dels Diputats, a la vila de Madrid. L'edifici fou dissenyat per l'arquitecte Pedro de Ribera com a residència pel comte de Villapaterna. Fou construït entre el 1731 i el 1732. Després de la concessió del títol per part de Ferran VII de Marqués de Miraflores al comte de Villapaterna, el palau començà a denominar-se d'aquesta manera. El palau fou ampliat i remodelat el 1920 segons un projecte d'Eduardo Gambra y Sanz, amb el que del palau original tan sols es conserva la façana. Cap a l'any 1946, sent propietat de la companyia d'assegurances Atlantida, va experimentar de nou obres de restauració, sota el disseny de Joaquín Sainz de los Terreros. Declarat «monument historicoartístic nacional» per reial decret el 23 d'abril del 1976, també ha estat conegut amb el nom «edificio Atlantida». va ser adquirit en 1999 per la Mútua Madrileña i més endavant, cap a 2007, va passar a servir com a seu a Madrid de Casa Àsia.